# Francis Spellman
Pour les articles homonymes, voir Spellman.
Francis Joseph Spellman (4 mai 1889 - 2 décembre 1967) est un prélat américain, archevêque de New York et cardinal de l'Église catholique romaine.

## Biographie

### Formation
Francis Spellman naît en 1889 à Whitman dans le Massachusetts, à 50 km au sud de Boston. Son père William Spellman est petit épicier aisé dans cette ville, il décède en 1957. Sa mère Ellen, née Conway, est femme au foyer. Il est enfant de chœur à l'église locale, puis étudie à l'université Fordham de New York et au North American College de Rome. Par la suite, il est ordonné prêtre par le patriarche Giuseppe Ceppetelli le 14 mai 1916. Il s'occupe alors de tâches pastorales à Boston jusqu'en 1918, date à laquelle il devient chancelier diocésain adjoint. Attaché à la secrétairerie d'État à la Curie romaine de 1925 à 1932, Spellman reçoit l'appellation de Monseigneur le 4 octobre 1926, conférée par le pape Pie XI.

### Boston
Le 30 juillet 1932, il est nommé évêque auxiliaire de Boston, évêque in partibus de Sila. Il est consacré le 8 septembre suivant, à la basilique Saint-Pierre, des mains du cardinal Eugenio Pacelli, le futur pape Pie XII, qui était son ami proche ; les archevêques Giuseppe Pizzardo et Francesco Borgongini Duca officiant comme coconsécrateurs. Il est le premier évêque américain à avoir été consacré à Saint-Pierre. 

### Archevêque de New York
Francis Spellman est promu archevêque de New York (il était le sixième à recevoir ce titre) le 15 avril 1939. Héritant d'un archevêché très endetté, il va se révéler excellent gestionnaire et lever des sommes importantes, aidé de son évêque auxiliaire, jusqu'en 1948, James Francis McIntyre. Par exemple, rien qu'en l'espace de cinq ans — de 1955 à 1959 — il dépense 168 millions de dollars pour faire construire 15 églises, 94 écoles, 22 presbytères, 60 couvents et 34 autres institutions. Il est créé cardinal avec le titre de cardinal-prêtre de Saint-Jean-et-Saint-Paul par Pie XII, lors du consistoire du 18 février 1946. Ce titre était celui de Pie XII avant son élection à la papauté.
Le 4 septembre 1939, il est nommé vicaire apostolique pour les forces armées américaines, une mission attachée au siège de New York depuis la Première Guerre mondiale. Le 11 novembre 1939, il nomme l'un de ses évêques auxiliaires, John F. O'Hara, « délégué apostolique » et lui confie l'essentiel de cette mission auprès des soldats américains, qu'il assumera jusqu'au 10 mars 1945.
Au cours de la Seconde Guerre mondiale, il visite seize pays en quatre mois au nom du pape. 
Il dirige son archidiocèse durant une longue période, au cours de laquelle il consolide l'infrastructure catholique, en particulier les écoles paroissiales. C'est un farouche adversaire du communisme. Il condamne souvent certains films qu'il considère comme « indécents ». À une occasion, il se querelle avec Eleanor Roosevelt au sujet du financement par le gouvernement fédéral de l'éducation donnée dans les écoles paroissiales, et il l'accuse d'anti-catholicisme. Le Vatican lui demande de s'excuser auprès d'elle, ce qu'il fait. Il participe au concile Vatican II (1962-1965), où il siège comme président. Cardinal, il participe au conclave de 1958 puis de nouveau à celui de 1963. 
Pendant la campagne pour les élections présidentielles de 1964, le cardinal Spellman soutient activement Lyndon B. Johnson dont la Higher Education Facilities Act et l'Economic Opportunity Act avaient grandement bénéficié à l'Église. Il accède aussi à la demande de Johnson d'envoyer des prêtres en République dominicaine afin de contrer les sentiments anti-américains qui s'y développent depuis l'invasion américaine de 1965.
Proche de la CIA et du département d'État, il lui est demandé de s'engager dans la conspiration (qui aboutira au coup d’État de 1954) contre le président du Guatemala, Jacobo Arbenz, dont la politique sociale nuisait aux intérêts des multinationales américaines. Il arrange des réunions clandestines entre la CIA et l’archevêque guatémaltèque Marino Arellano, et tente, sans succès, de convaincre le Vatican de condamner officiellement le gouvernement guatémaltèque.

#### Guerre du Vietnam

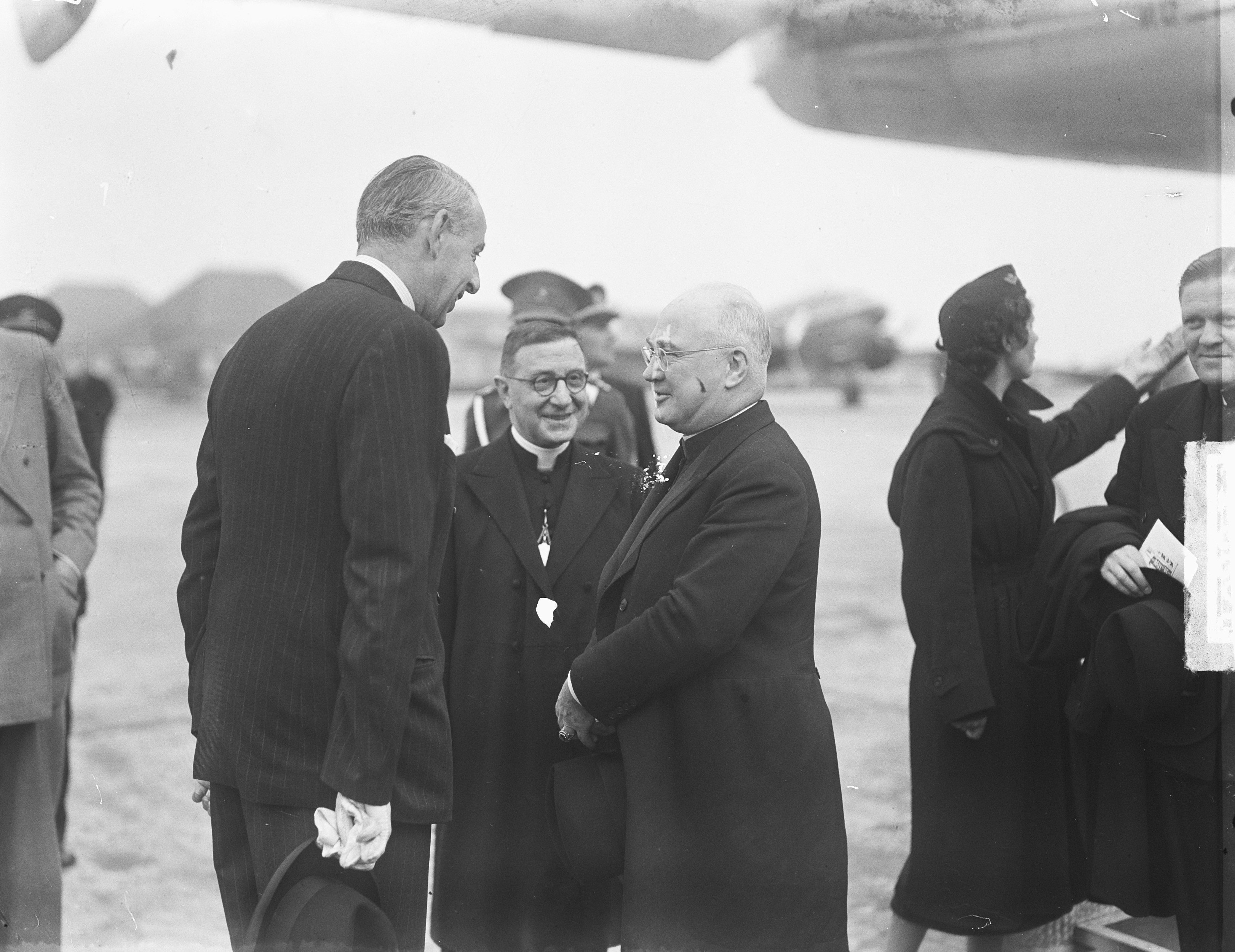
Le cardinal en 1949 (au milieu).

Le cardinal Spellman était un ardent partisan de la guerre du Vietnam, qui pour lui signifiait la lutte de la « Civilisation » contre la barbarie communiste. Il est surnommé le « Bob Hope du clergé ». Il avait déjà rencontré Ngo Dinh Diem en 1950 et avait toujours été impressionné par son catholicisme fervent et ses vues anti-communistes ; mais il se dissocie de lui avant son assassinat en 1963. Après la bataille de Dien Bien Phu, le cardinal est nettement en faveur d'une intervention américaine. Cependant dans les années 1960, ses vues sont de plus en plus critiquées par les activistes pacifistes et même par des membres du clergé.
Lorsque le pape Paul VI se rend à l'ONU en octobre 1965, il s'oppose indirectement à Francis Spellman en défendant une position pacifiste dans un contexte de guerre froide, marquée par le virage de l'Église en faveur de l'Ostpolitik. Un groupe d'étudiants vient protester en décembre 1965 sous les fenêtres du cardinal, qui avait écarté des prêtres opposés à la guerre du Vietnam. En réponse, il va passer Noël avec les soldats américains au Sud Vietnam. Alors qu'il est au Vietnam, il cite Stephen Decatur en déclarant : « Mon pays, je prie pour qu'il ait raison, mais qu'il ait raison ou tort, c'est toujours mon pays ». Il décrit cette guerre comme « une guerre pour la Civilisation ». Un prêtre accuse le cardinal de « bénir les canons que le pape nous supplie de baisser ». En janvier 1967, des activistes anti-guerre viennent interrompre une messe à la cathédrale Saint-Patrick. Son soutien à la guerre du Vietnam, son patriotisme américain, son opposition aux changements dans l'Église catholique finissent par miner son aura, dans un pays en plein bouleversements moraux et sociétaux.
En 1966, il offre sa démission à Paul VI, mais celui-ci lui demande de rester à son poste. Le cardinal Spellman est récompensé du Sylvanus Thayer Award par la United States Military Academy de West Point, en 1967.

### Mort
Il meurt à New York, à l'âge de 78 ans. Ses funérailles à Saint-Patrick sont suivies par le président Johnson, le vice-président Hubert Humphrey, Robert Kennedy, Nelson Rockefeller, le maire de New York John Lindsay et Arthur Goldberg, entre autres. Il repose sous l'autel dans la crypte de la cathédrale Saint-Patrick. À ce jour, avec vingt-huit ans d'exercice, il est l'archevêque qui a occupé le plus longtemps le siège de New York.
Il est évoqué dans le 385e des 480 souvenirs cités par Georges Perec dans Je me souviens.

### Allégations d'homosexualité
John Cooney, dans une biographie de 1984 consacrée au cardinal Spellman, a évoqué quatre personnes demeurées anonymes qu'il a interrogées et qui ont assuré que Francis Spellman était homosexuel. Quoique son livre n'apporte aucune preuve directe, Cooney était convaincu de la véracité de ces allégations. « J'ai parlé à de nombreux prêtres qui ont travaillé pour Spellman et que sa conduite indignait, consternait et mettait en fureur ».
Le journaliste Michelangelo Signorile (en) décrit Spellman comme « l'un des homosexuels les plus tristement célèbres, les plus puissants et les plus sexuellement voraces de l'histoire de l'Église catholique américaine ». Selon Signorile, le manuscrit de Cooney, The American Pope, contenait à l'origine des interviews de plusieurs personnes qui avaient personnellement connaissance de l'homosexualité de Spellman, y compris le chercheur et historien Clarence Arthur Tripp (en). À en croire Signorile, l'Église catholique aurait fait pression sur l'éditeur de Cooney, Times Books (en), pour réduire à un seul paragraphe les quatre pages où l'on parlait de la sexualité de Spellman. Signorile cite un témoignage selon lequel, au cours des années 1940, Spellman aurait entretenu une relation avec un chanteur du chœur de la revue de Broadway One Touch of Venus. Eugene V. Clark (en), qui fut secrétaire particulier de Spellman pendant quinze ans, a par la suite dénié tout crédit à ces allégations, les qualifiant de « complètement ridicules et grotesques ».
Selon un biographe de J. Edgar Hoover, Curt Gentry (en), les dossiers du directeur du FBI contiendraient « de nombreuses allégations selon lesquelles Spellman était un homosexuel particulièrement actif ».

## Legs
Russell Shaw estime que Spellman « personnifie la fusion de l'américanisme et du catholicisme » du milieu du XXe siècle. Le soutien du cardinal Spellman envers le R.P. John Courtney Murray S.J. a contribué à l'élaboration de Dignitatis humanae, déclaration du concile Vatican II, à propos de la liberté religieuse. « Les réalisations qui ont été accomplies par Spellman ont toutes eu comme moyen des actes de bienveillance envers des personnes en particulier ou en faveur d'institutions religieuses ou charitables qu'il a fondées ou renforcées ».
Le roman de Henry Morton Robinson (en) The Cardinal (1950) est basé en partie sur la carrière de Spellman et a été adapté au cinéma dans le film, The Cardinal (1963), avec Tom Tryon dans le rôle du cardinal. Le roman n'aborde pas la question de la sexualité, alors que le film d'Otto Preminger ajoute un épisode où le prêtre est séduit par une jeune fille (Romy Schneider). 
En juillet 1947, une résidence étudiante jésuite ouvre sur le campus de l'université Fordham, l'alma mater du cardinal, et porte son nom en son honneur. Deux écoles secondaires portent son nom, l'une à New York, l'autre à Brockton au Massachusetts.

## Succession apostolique
Francis Spellman a ordonné les évêques suivants :
- Cardinal John Francis O'Hara, C.S.C. (1940)
- Cardinal James Francis Aloysius McIntyre (1941)
- Évêque William Tibertus McCarty (en), C.SS.R. (1943)
- Évêque Joseph Patrick Donahue (en) (1945)
- Évêque William Richard Arnold (en) (1945)
- Évêque Thomas John McDonnell (en) (1947)
- Cardinal Patrick Aloysius O'Boyle (1948)
- Évêque Joseph Francis Flannelly (en) (1948)
- Évêque James Henry Ambrose Griffiths (en) (1950)
- Évêque Christopher Joseph Weldon (en) (1950)
- Évêque David Frederick Cunningham (en) (1950)
- Évêque Joseph Oliver Bowers, S.V.D. (1953)
- Évêque Lawrence B. Casey (en) (1953)
- Évêque Joseph Maria Pernicone (en) (1954)
- Évêque Philip Joseph Furlong (en) (1956)
- Évêque Charles Arthur Brown (en), M.M. (1957)
- Évêque Vincent Ignatius Kennally (en), S.I. (1957)
- Évêque John Michael Fearns (en) (1957)
- Évêque John William Comber, M.M. (1959)
- Archevêque John Joseph Maguire (en) (1959)
- Évêque Tomás Roberto Patricio Manning (de), O.F.M. (1959)
- Cardinal Luis Aponte Martínez (1960)
- Évêque Alfredo Méndez-Gonzalez, C.S.C. (1960)
- Évêque Francis Frederick Reh (1962)
- Archevêque Thomas Andrew Donnellan (en) (1964)
- Évêque George Theodore Boileau (en), S.I. (1964)
- Évêque George Henry Guilfoyle (en) (1964)
- Évêque Juan Fremiot Torres Oliver (en) (1964)
- Cardinal Terence James Cooke (1965)
- Évêque William Joseph Moran (en) (1965)
- Archevêque Joseph T. Ryan (en) (1966)
- Évêque Edwin Broderick (en) (1967)